# Parvipsitta pusilla
El lori carirrojo (Glossopsitta pusilla, sin. Parvipsitta pusilla) es una especie de ave psitaciforme de la familia Psittaculidae endémica del este de Australia. Es un loro pequeño con el plumaje predominantemente verde aunque con el rostro rojo. Su hábitat natural son los bosques tropicales y subtropicales tanto húmedos como secos del este del continente australiano y el norte de Tasmania.

## Taxonomía
El lori carirrojo fue descrito científicamente por el ornitólogo inglés George Shaw en 1790 con el nombre de Psittacus pusillus. El nombre científico pusilla es la palabra latina que significa «muy pequeña». Posteriormente se clasificó en género Glossopsitta, para terminar trasladándose al género Parvipsitta. No se reconocen subespecies diferenciadas.

## Descripción

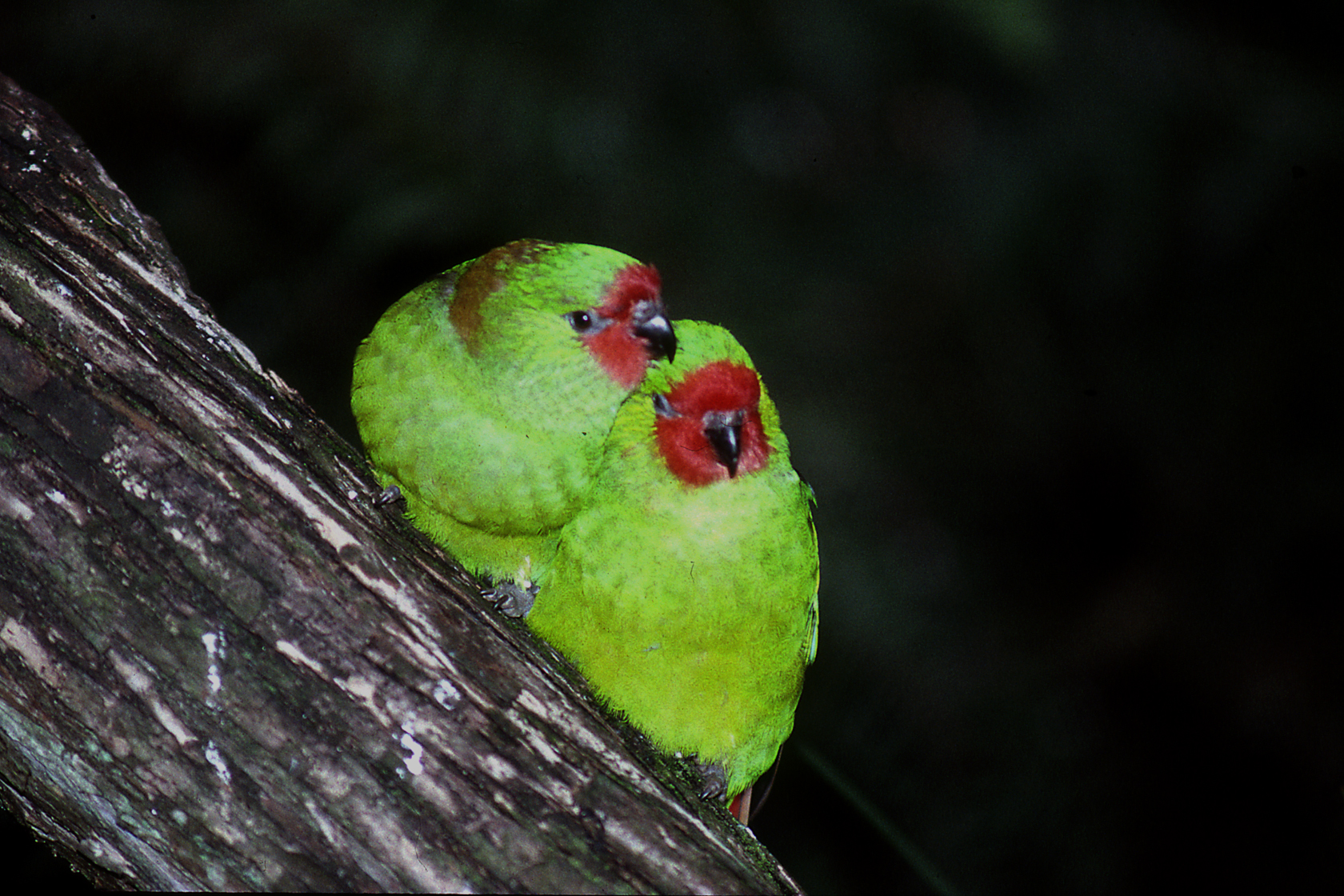
Pareja acurrucada.

El lori carirrojo mide alrededor de 15 cm de largo. Los machos y las hembras tienen una coloración similar, aunque las últimas de tonos algo más apagados. Su plumaje es casi totalmente verde salvo una mancha que ocupa la parte frontal de su rostro, desde la frente a la garganta. El verde de sus partes inferiores es amarillento. Su pico es negro y el iris de sus ojos es amarillo.

## Distribución y hábitat
El lori carirrojo se encuentra en el este y sureste de Australia, desde las proximidades de Cairns hacia el sur por Queensland y Nueva Gales del Sur desde las laderas de la Gran Cordillera Divisoria hasta las costas orientales hasta la mayor parte de Victoria y el sureste de Australia Meridional. También se encuentra en Tasmania aunque allí es poco abundante. Se encuentran en los bosques, especialmente cerca de la vegetación con flores o frutos.

## Alimentación
Se alimenta principalmente de frutos y flores, incluidas plantas nativas como las pertenecientes a los géneros Xanthorrhoea y (Melaleuca y Loranthus, y plantas introducidas como el níspero (Eriobotrya japonica). Ocasionalmente visitan los huertos.

## Reproducción
La época de cría es va de mayo en el norte, o agosto en el sur, a diciembre. Anida en los huecos de los árboles, donde pone de 3 a 5 huevos redondeados de color blanquecino mate, que miden 20 x 16 mm. La incubación dura unas tres semanas.

## Avicultura
Aunque fue exportado a Europa por primera vez en 1877, el lori carirrojo raramente se ve fuera de Australia. E incluso en el país del que es autóctono es poco frecuente en cautividad. Tiene fama de ser difícil de mantener.